# Eulima pelluscens
Eulima pelluscens is een slakkensoort uit de familie van de Eulimidae. De wetenschappelijke naam van de soort is voor het eerst geldig gepubliceerd door A. Adams.